# Napút-díj
A Napút-díj egy magyar irodalmi, művészeti és tudományos díj, amit a Cédrus Művészeti Alapítvány alapított 2007-ben, és azóta minden év őszén – az őszi nap-éj egyenlőség napján – ítél oda, amivel a Napút folyóirat szerkesztősége alkotó-kutató életük delelőjén álló művészek, tudósok teljesítményét értékeli. A Napút-díj két részből áll: Napút-levélből és -éremből. Az egyedi díszítésű oklevél Mészáros Róza, az érem pedig Tóth Sándor munkája. A díjat 2020-ban ítélték oda utoljára.

## Díjazottak
- 2007: Lászlóffy Aladár
- 2008: Radnóti Zsuzsa
- 2009: Katona Tamás[1]
- 2010: Bertalan Tivadar[2]
- 2011: Erdélyi István[3]
- 2012: Mohás Lívia[4]
- 2013: Doncsev Toso[5]
- 2014: Lászlóffy Csaba[6]
- 2015: Kiss Anna[7]
- 2016: Szepes Erika[8]
- 2017: Druzsin Ferenc[9]
- 2018: Szentmártoni Szabó Géza[10]
- 2019: Suhai Pál[11]
- 2020: Jankovics Marcell,[12] Bertha Zoltán[13]